# Марченко Юрій Петрович
Юрій Петрович Марченко — головний сержант Збройних сил України, учасник російсько-української війни, що загинув у ході російського вторгнення в Україну в 2022 році.

## Життєпис
У Чернігові 29 грудня 2022 року начальник Чернігівської ОВА В'ячеслав Чаус, командувач військ ОК «Північ» генерал-майор Віктор Ніколюк й командир військової частини Національної гвардії України Ігор Оринко вручив орден «За мужність» родині загиблого Юрія Марченка.

## Нагороди
- орден «За мужність» III ступеня (2022, посмертно) — за особисту мужність і самовіддані дії, виявлені у захисті державного суверенітету та територіальної цілісності України, вірність військовій присязі[3]..